# Liste denkmalgeschützter Gebäude des Post- und Fernmeldewesens
Diese Liste enthält eine Auswahl von Gebäuden, die für Zwecke des Post- oder Fernmeldewesens errichtet wurden und seitdem als Einzelgebäude unter Denkmalschutz gestellt wurden. Ein Postamt als Bestandteil eines Gebäudeensembles unter Ensembleschutz reicht also nicht für die Aufnahme in die Liste aus. Die fortdauernde Nutzung als Postgebäude ist für die Aufnahme in die Liste hingegen nicht erforderlich. Zu den üblichen Nutzungsarten zur Bauzeit zählen Postämter, Fernmeldeämter, Telegrafenanstalten und Oberpostdirektionen.
Die Liste ist alphabetisch nach Staaten, dann nach Orten sortiert; innerhalb eines Ortes dann aufsteigend nach Baujahr. Angegeben werden sollten möglichst Adresse, Baujahr, Architekt und heutige Nutzung. Bei Gebäuden, zu denen noch kein Artikel vorliegt, sollte wenn möglich die Denkmallisten-Nummer angegeben werden.

## Deutschland (Auswahl)
| Stadt/Ort              | Name bzw. Verlinkung zum Artikel                           | Adresse                                                           | errichtet                                | Architekt | ggf. weitere Infos und Quellenangaben |
| ---------------------- | ---------------------------------------------------------- | ----------------------------------------------------------------- | ---------------------------------------- | --- | --- |
| Augsburg               | Oberpostdirektion                                          | An der Grottenau                                                  | 1905–1908                                | | |
| Augsburg               | Postamt                                                    | Franz-Kobinger-Straße 3                                           | 1925                                     | Thomas Wechs | |
| Augsburg               | Postamt                                                    | Gögginger Straße 57                                               | 1927                                     | Georg Werner | |
| Augsburg               | Telegraphen- und Fernsprechbezirksgebäude                  | Stadtjägerstraße 10                                               | 1927                                     | Georg Werner | |
| Augsburg               | Postamt                                                    | Neuburger Straße 36                                               | 1928                                     | Georg Werner | |
| Augsburg               | Postamt                                                    | Ulmer Straße 23c                                                  | 1930                                     | Georg Werner | |
| Augsburg               | Postamt                                                    | Bürgermeister-Aurnhammer-Straße 9                                 | 1931                                     | Georg Werner und Heinrich Goetzger | |
| Bad Liebenwerda        | Kaiserliches Postamt                                       | Schlossstraße                                                     | 1893–1894                                | Bauunternehmer Carl Weiland (1850–1923), königlicher Kommissionsrat | |
| Bergen auf Rügen       | Postamt Bergen                                             | Markt 25                                                          | 1891–1892                                | | heute Verlagsgebäude der Ostseezeitung |
| Berlin                 | Kaiserliches Generalpostamt                                | Leipziger Straße 16, Mauerstraße 75                               | 1871–1874                                | Carl Schwatlo | heute Museum für Kommunikation Berlin |
| Berlin                 | Generaltelegraphenamt                                      | Jägerstraße 42–44, Oberwallstraße 4A-5, Französische Straße 33    | 1862–1864, 1877–1878, 1905               | Entwurf Architekt Wilhelm Salzenberg und Adolph Lohse, Umbau Carl Schwatlo, Anbau Architekt Kessler                                                                                                   | in Teilen heute das älteste Postgebäude Berlins |
| Berlin                 | Kaiserliches Postfuhramt                                   | Oranienburger Straße, Tucholskystraße                             | 1875–1881                                | Carl Schwatlo und Wilhelm Tuckermann | [ 3 ] |
| Berlin                 | Altes Postamt SW 61                                        | Tempelhofer Ufer 1                                                | 1900–1902                                | Architekt und Postbaurat Hermann Struve | [ 4 ] |
| Berlin                 | Postamt Schöneberg                                         | Hauptstraße 27                                                    | 1901–1902                                | Otto Spalding und Louis Ratzeburg bis 1927 mehrfach an- und ausgebaut | [ 5 ] |
| Berlin                 | Alte Post Neukölln                                         | Richardstraße 119/120 (heute: Karl-Marx-Straße 97/99)             | 1906                                     | Postbaurat Hermann Struve | Das neue Postamt Rixdorf 1 diente als Kaiserliches Postamt I. Klasse |
| Berlin                 | Haupttelegrafenamt Berlin                                  | Oranienburger Straße 73–76, Tucholskystraße                       | 1910–1916                                | Entwurf Postbaurat Wilhelm Walter zusammen mit dem Architekten Max Lehmann | mit 3,1 Millionen Mark der aufwendigste und teuerste Postbau im Deutschen Reich |
| Berlin                 | Fernsprechamt Berlin Nord                                  | Oranienburger Straße 70, Tucholskystraße 16                       | 1926–1927                                | Entwurf von Regierungsbaumeister a. D. Felix Gentzen | imposantes Gebäude, ein meisterhaftes Zeugnis expressionistischer Architektur des Art déco |
| Berlin                 | Postscheckamt                                              | Dorotheenstraße 84                                                | 1913–1917                                | | Die Markthalle IV der Dorotheenstadt gelangte 1913 in den Besitz der Reichspost. Teile der ehemaligen Markthalle wurden in den Neubau des Berliner Postscheckamtes integriert. Der Bau des größten von insgesamt 13 Postscheckämtern des Deutschen Reiches zog sich vier Jahre hin. Die Nutzung durch die Post endete 1996. Seit einer Gesamterneuerung Ende der 1990er Jahre ist der Gebäudekomplex Berliner Sitz des Presse- und Informationsamtes der Bundesregierung |
| Berlin                 | Postamt Tempelhof                                          | Tempelhofer Damm 171–173                                          | 1915–1917                                | Otto Spalding für die Kaiserliche Oberpostdirektion | [ 10 ] |
| Berlin                 | Fernamt Berlin                                             | Winterfeldtstraße                                                 | 1922–1924 und 1926–1929                  | Otto Spalding und Kurt Kuhlow | das bis dahin teuerste Postgebäude der Stadt kostete 6,2 Millionen Reichsmark |
| Berlin                 | Berlin-Kreuzberg, Postamt SO 36                            | Skalitzer Straße 85/86                                            | 1925–1927                                | Fritz Nissle, Vorentwurf: Postbaurat Jakob | Bauplastik: Felix Kupsch |
| Berlin                 | Oberpostdirektion                                          | Dernburgstraße 50 Charlottenburg                                  | 1925–1928                                | Oberpostbaurat Willy Hoffmann | Das architektonisch bedeutende Dienstgebäude gehört zu den Hauptwerken des Berliner Expressionismus der 1920er Jahre. |
| Berlin                 | Dienstgebäude des Reichspostzentralamts                    | Ringbahnstraße 130                                                | 1925–1928                                | Entwürfe: Edmund Beisel und Karl Pfuhl | [ 14 ] |
| Berlin                 | Hauptpostamt Pankow                                        | Berliner Straße                                                   | 1921–1925                                | Carl Schmidt | |
| Berlin                 | Berlin-Tegel, Postamt 27                                   | Grußdorfstraße 3                                                  | 1899–1901 und 1903, 1913–1914, 1921–1923 | Hermann Valtink Aufstockung: Karl Buddeberg, Erweiterung: Edmund Beisel | [ 15 ] |
| Berlin                 | Berlin-Charlottenburg, PA 2                                | Goethestraße 2–3                                                  | 1881                                     | Wilhelm Tuckermann und Arnold Kayser | [ 16 ] |
| Berlin                 | Berlin-Charlottenburg, Wohnsiedlung mit Postdienstgebäude  | Heilmannring, im Geitelsteig                                      | 1952–1954                                | | [ 17 ] |
| Berlin                 | Berlin-Charlottenburg, PA 1                                | Otto-Suhr-Allee 80–82                                             | um 1900, 1929–1935                       | | [ 18 ] |
| Berlin                 | Berlin-Westend, Post-Verstärkeramt mit Bunker und Wohnhaus | Stallupöner Allee 19,21,23                                        | um 1930                                  | Hans Wolff-Grohmann | [ 19 ] |
| Berlin                 | Berlin-Grunewald, Postamt                                  | Bismarckallee 24                                                  |                                          | | [ 20 ] |
| Berlin                 | Berlin-Westend, Postamt                                    | Ratzeburger Allee, Reichsstraße 21                                |                                          | | [ 21 ] |
| Berlin                 | Berlin-Wilmersdorf, Postamt                                | Uhlandstraße 85                                                   | 1912–1913                                | | [ 22 ] |
| Berlin                 | Berlin-Moabit, PA NW 21                                    | Lübecker Str. 1–2                                                 | 1910–1912                                | Louis Ratzeburg und Otto Spalding | [ 23 ] |
| Berlin                 | Berlin-Wedding, Postamt N 65                               | Gerichtstraße 50/51                                               | 1926–1928                                | Postbaurat Wilhelm Tietze | ausdrucksstarke, subtil durchdachte Relieffassade |
| Berlin                 | Berlin-Friedrichshain, Postamt O17                         | Straße der Pariser Kommune 8                                      |                                          | | [ 25 ] [ 26 ] |
| Berlin                 | Berlin-Kreuzberg, Postamt SW 11                            | Möckernstraße 138, 141                                            | 1933–1936                                | Kurt Kuhlow und Georg Werner | [ 27 ] |
| Berlin                 | Berlin-Mitte, PA O 27                                      | Magazinstraße 8                                                   | 1908–1912                                | | [ 28 ] |
| Berlin                 | Berlin-Mitte, PA 16 (Reste)                                | Köpenicker Str. 122                                               | 1870                                     | | und weitere histor. Bauteile |
| Berlin                 | Berlin-Mitte, Postamt N 4                                  | Invalidenstraße, am Nordbahnhof 3–5                               | 1934–1935                                | Georg Werner und Hans Wolff-Grohmann | [ 30 ] |
| Berlin                 | Berlin-Mitte, PA N 77                                      | Dorotheenstraße 62–66                                             | 1905–1906                                | | [ 31 ] |
| Berlin                 | Berlin-Moabit, PA NW 21                                    | Lübecker Str. 1–2                                                 | 1910–1912                                | Louis Ratzeburg und Otto Spalding | [ 32 ] |
| Berlin                 | Berlin-Reinickendorf, Postamt N 51                         | Residenzstraße 24–25                                              | 1925–1926                                | Robert Gaedicke | [ 33 ] |
| Berlin                 | Berlin-Lichtenberg, Hauptpostamt Lichtenberg 1             | Dottistraße 12–16                                                 | 1925–1927                                | | [ 34 ] |
| Berlin                 | Berlin-Tiergarten, Postamt                                 | Körnerstraße 7–10                                                 | 1902–1906                                | | [ 35 ] |
| Berlin                 | Berlin-Mitte, Postamt W 8                                  | Französische Straße 9, 12                                         | 1908–1912                                | Baurat Wilhelm Walter | [ 36 ] |
| Berlin                 | Berlin-Niederschönhausen, Postmeilenstein                  | Falkenberger Chaussee                                             |                                          | | [ 37 ] |
| Berlin                 | Berlin-Mahlsdorf, Postmeilenstein                          | Alt-Mahlsdorf                                                     | 1792                                     | | XXXX in der liste nicht gewünscht, s. Einleitung--> |
| Bordesholm             | Alte Post                                                  | Stadtzentrum                                                      | 1889                                     | | im Stil des Historismus |
| Bremen, Bremerhaven    | Kaiserliche Oberpostdirektion                              | Domsheide 15                                                      | 1875–1879                                | Entwurf Carl Schwatlo und weitreichende Umplanung durch Bauabteilung des Reichspostamtes unter August Kind und der Bauleitung von Reg. Baumeister Ernst Hake                                          | |
| Bremen, Bremerhaven    | Hauptpostamt 5                                             | Bahnhofsplatz 20–21                                               | 1923–1926                                | Rudolph Jacobs | heute Einkaufs- und Dienstleistungszentrum |
| Bremen, Bremerhaven    | Postamt 15                                                 | Westend in der Utbremer Straße 97–99                              | 1927–1929                                | Karl Martini | |
| Bremen, Bremerhaven    | Reichspostamt Geestemünde                                  | Bremerhaven-Geestemünde, Klußmannstraße 7                         | 1898                                     | | |
| Bremen, Bremerhaven    | Bahnpostamt Geestemünde                                    | Bremerhaven – Geestemünde, Friedrich-Ebert-Straße 75              | 1914                                     | Postbaurat Schäffer | Bundespolizei Bremerhaven |
| Bützow                 | Kaiserliches Postamt                                       | Langenstraße 12                                                   | 1887                                     | | Backsteingebäude (heute als Wohn- und Geschäftsgebäude) |
| Calau                  | Postamt                                                    | Joachim-Gottschalk-Straße 1                                       | 1896                                     | | Nutzung als Postamt bis 1998 |
| Coburg                 | Hauptpost                                                  | Hindenburgstraße 6                                                | 1929–1931                                | Robert Simm | |
| Drensteinfurt          | Alte Post                                                  | Mühlenstraße                                                      | 1850                                     | | |
| Eberswalde             | Postamt Eberswalde                                         | Eisenbahnstr. 101                                                 | 1890–1892                                | Postbaurat Alfred Waltz (1854–1906) | Postbankcenter |
| Eckernförde            | Kaiserliches Postamt                                       | Kieler Straße 57                                                  | 1900                                     | | |
| Elsterwerda            | Kaiserliches Postamt                                       | Elsterstr./Ecke Poststr.                                          | 1904–1905                                | Carl Weiland (1850–1923), königlicher Kommissionsrat aus Bad Liebenwerda. | |
| Erfurt                 | Hauptpostamt Erfurt                                        | Anger 66–73                                                       | 1882–1886                                | August Kind und Julius Raschdorff | |
| Essen                  | Hauptpostamt                                               |                                                                   | 1924–1933                                | Hoeltz | Fassade aus Klinkern und Kalksteinen |
| Flensburg              | Alte Post                                                  | Innenstadt, Rathausstr. 2                                         | 1880–1881                                | Pläne der Bauabteilung des Reichspostamtes unter August Kind und unter der Oberleitung des Postbaurates und Reg.Baumeister Ernst Hake, Hamburg und der örtlichen Leitung des Architekten Hildebrandt. | seit 2015 Hotel „Alte Post“ |
| Flensburg              | Kaiserliche Post                                           | Mürwik                                                            | 1910                                     | Nach Plänen der Flensburger Architekten Magnus Schlichting und seines Bruders Max Schlichting | heute vorwiegend Wohnhaus |
| Frankfurt am Main      | Oberpostdirektion Frankfurt                                | Ludwig-Erhard-Anlage 60–64 im Frankfurter Stadtteil Westend       | 1905–1907                                | Pläne des Reichspostamtes unter Ernst Hake und durch Baurat Adolph Perdisch (1855–1923) | |
| Frankfurt (Oder)       | Oberpostdirektion                                          | Lindenstraße/Logenstraße                                          | 1899–1902                                | Pläne der Bauabteilung des Reichspostamtes unter Ernst Hake | |
| Güstrow                | Postamt Güstrow                                            | Pferdemarkt 56                                                    | 1896                                     | Nach Plänen von Hubert mit viergeschossigem städtebaulich dominanten Turm | |
| Hamburg                | Alte Post                                                  | Poststraße                                                        | 1845–1847                                | Alexis de Chateauneuf | heute Einkaufszentrum |
| Hamburg                | Oberpostdirektion                                          | Stephansplatz                                                     | 1883–1887                                | Pläne der Bauabteilung des Reichspostamtes unter August Kind und Julius Carl Raschdorff | Bis 2009 durch das Museum für Kommunikation genutzt. |
| Hamburg                | Bahnpostamt                                                | am Hühnerposten                                                   | 1902–1906, 1923–1927                     | Fritz Höfig (1906), Postbaurat Schmidt (1927) | heute Zentralbibliothek der Bücherhallen |
| Hamburg                | Fernsprechamt                                              | Schlüterstraße 51–55                                              | 1902–1907                                | Paul Schuppan und Willy Sucksdorf | |
| Hamburg                | Post- und Fernmeldeamt                                     | Niedernstraße 10                                                  | 1924–1926                                | Postbaurat Thieme | |
| Heilbronn              | Postamt                                                    | Bahnhofstraße 22                                                  | 1906                                     | | war damals das größte Postamt der Region. |
| Itzehoe                | Postamt                                                    | Viktoriastrasse 10                                                | 1891–1893                                | Ernst Hake | heute Ärztehaus/Op-Zentrum |
| Kempten (Allgäu)       | Posthalterei                                               | Poststraße 11                                                     | 1778                                     | Johann Georg Specht | |
| Kempten (Allgäu)       | Postamt                                                    | Allgäuer Straße 1                                                 | 1904                                     | | dreigeschossiger neubarocker Zweiflügelbau, heute Sitz der Sozialbau Kempten |
| Koblenz                | Alte Oberpostdirektion                                     | Altstadt                                                          | 1881–1883                                | Entwurf der Bauabteilung des Reichspostamtes und unter Oberbauleitung des Postbaurats Carl Cuno | |
| Koblenz                | Kaiserliche Oberpostdirektion                              | Kaiser-Wilhelm-Ring                                               | 1905–1907                                | Reichspostamt nach eigenen Plänen | |
| Lübeck                 | Posthof                                                    | Schüsselbuden 22–28, Braunstraße 1–5                              | 1904–1906                                | Ernst Hake | |
| Lutherstadt Wittenberg | Hauptpostamt                                               | Wilhelm-Weber-Straße 1                                            | 1893                                     | | im Stil des Historismus |
| Meiningen              | Postamt                                                    | Marktplatz Wettiner- / Ecke Eleonorenstraße                       | 1877–1879                                | Pläne der Bauabteilung des Reichspostamtes unter August Kind und unter der Bauleitung von Regierungsbaumeister Richard Kux                                                                            | Backsteinrohbau im französischen Renaissancestil, seit 1995 Postfiliale |
| Minden                 | Oberpostdirektion                                          | Friedrich-Wilhelm-Straße Ecke Kaiserstraße                        | 1855–1858 1904–1906                      | | war das erste Gebäude in der Straße, zweites Gebäude steht an der Heidestraße; seit 1934 dient als Finanzamt |
| Neuss                  | Alte Post                                                  | Neustraße Ecke Promenadenstraße                                   | 1877–1879                                | Entwurf der Bauabteilung des Reichspostamtes unter August Kind | mit Sandstein und abgesetzten gelblichen Ziegelsteinen bebaut, italienischer Renaissancestil; seit 1989 Kulturforum Alte Post |
| Neustrelitz            | Alte Post                                                  | Schloßstraße 12–13                                                | 1899–1901                                | ein von neoromanischen und neogotischen Architekturformen inspirierter Neubau | heute Kulturquartier Mecklenburg-Strelitz |
| Nordhausen             | Alte Post                                                  | Dr.-Wilhelm-Külz-Straße 7                                         | 1876–1879                                | Entwurf der Bauabteilung des Reichspostamtes unter August Kind; Architekten-Entwurf von Leitlof, Berlin                                                                                               | äußere Ziegelsteinverblendung aus gelben Klinkersteinen zur Straße, die mit Terrakotta-Köpfen und Frisen ornamentiert wurde; seit 2016 Wohnanlage |
| Parchim                | Kaiserliches Postamt                                       | Schuhmarkt 5                                                      | 1883                                     | 2-gesch. ehem. neoklassizistisches Gebäude mit Eckturm nach Plänen von Hubert Stier | ab 2012 Hotel |
| Pforzheim              | Hauptpostamt                                               | an der Westseite des Bahnhofplatzes                               | 1957–1959                                | Friedrich Gack und Helmut Kayser | ersetzte das kriegsbeschädigte Post- und Telegrafenamt von 1879 |
| Pirmasens              | Alte Post                                                  | Poststraße 2                                                      | 1891–1893                                | Ludwig Stempel | Neorenaissance, heute: Kulturzentrum Forum Alte Post |
| Pirmasens              | Hauptpostamt                                               | Schützenstraße 14                                                 | 1928–1930                                | Heinrich Müller | Stil der Postbauschule, heute Jugendherberge |
| Potsdam                | Neue Post                                                  | Potsdamer Innenstadt, Straße Am Kanal 16–18 / Platz der Einheit   | 1894–1900                                | Pläne der Bauabteilung des Reichspostamtes unter Ernst Hake | durch Kaiser Wilhelm II. persönlich eingeweiht. Der im neobarocken Stil errichtete Bau besaß Seitentürme und eine Kuppel, die den Haupteingang krönte. Diese wurden im Jahr 1936 wieder zurückgebaut. |
| Radebeul               | Kaiserliches Postamt                                       | Pestalozzistraße 4                                                | 1909–1910                                | Dresdner Baumeister Max Preiss | Gebäude der Stadtverwaltung, Rechts- und Ordnungsamt |
| Ronsdorf               | Postamt                                                    | Lüttringhauser Straße 16–18                                       | 1893                                     | | |
| Ruhrort                | Post- und Telegraphengebäude                               | Karlsplatz 1                                                      | 1879–1881                                | Entwurf August Kind Bauleitung Postbaurat Carl Hindorf und Architekt August Jording | Gebäude der Stadt, Kindergarten |
| Quedlinburg            | Postamt                                                    | Bahnhofstraße 15                                                  | 1889                                     | Entwurf im Reichspostamt und Pläne des Regierungsbaumeisters Voges | Neoromanik |
| Saarbrücken            | Hauptpostamt                                               | Trierer Straße / St. Johanner Straße                              | 1928–1929                                | Architekten L. Nobis und W. Hausmann | Gebäude der Oberpostdirektion für das Saargebiet und Hauptpostamt der Stadt Saarbrücken bis Mitte 1980er Jahre |
| Schwerin               | Hauptpostamt                                               | Mecklenburgstraße 4/6                                             | 1892–1897                                | Ernst Hake | Gebäude des Landes |
| Solingen               | Postgebäude                                                | Kölner Straße 58                                                  | 1909–1910                                | | heute Büro- und Ärztehaus |
| Speyer                 | Oberpostdirektion                                          | Postplatz, unmittelbar vor dem historischen Altstadttor           | 1901, erweitert: 1925                    | | |
| Stralsund              | Postamt                                                    | Neuer Markt an der Ecke zur Poststraße (ehem. Landesherrenstraße) | 1886–1888                                | | nachfolgend mehrfach erweitert. |
| Trebbin                | Postamt                                                    | Bahnhofstraße 33                                                  | 1896–1897                                | | zweigeschossiges Gebäude; zum denkmalgeschützten Ensemble gehört noch die Remise auf dem Hof. |
| Trier                  | Oberpostdirektion                                          | Kornmarkt                                                         | 1882                                     | | heute Büro- und Geschäftshaus |
| Velten                 | Postamt                                                    | gegenüber dem Bahnhof                                             | 1931                                     | | Zum denkmalgeschützten Ensemble gehört noch die Hofpflasterung. |
| Warnemünde             | Postamt Warnemünde                                         | Kirchplatz 3                                                      | 1889                                     | | Backsteingebäude |
| Wimbern                | Alte Poststation                                           |                                                                   | 1821–1822                                | Christoph Schlünder | |
| Wustrow                | Kaiserliches Postamt                                       | Ernst-Thälmann-Str. 11                                            | 1895                                     | | Backsteingebäude |
| Zeven                  | Alte Posthalterei                                          |                                                                   | 1810                                     | | nach dem großen Stadtbrand neu gebaut; diente bis 1895 als Postamt |

## Schweiz
- Chur: Postgebäude am Postplatz, errichtet 1902–1904 nach Entwürfen von Jean Béguin und Theodor Gohl.

## Vereinigte Staaten
Alabama
- U.S. Post Office Albertville
- U.S. Post Office Anniston
- U.S. Post Office Attalla
- U.S. Post Office Auburn
- U.S. Post Office Birmingham
- U.S. Post Office Demopolis
- U.S. Post Office Fairhope
- U.S. Post Office Gadsden
- U.S. Post Office and Courthouse (Huntsville)
- U.S. Post Office and Courthouse (Montgomery)
- U.S. Post Office Opelika

Arizona
- U.S. Post Office and Courthouse (Globe)
- U.S. Post Office Kingman
- U.S. Post Office Phoenix
- U.S. Post Office and Courthouse (Prescott)
- U.S. Post Office and Courthouse (Tucson)
- U.S. Post Office Yuma-Main

Arkansas
- U.S. Post Office Stuttgart

Kalifornien
- U.S. Post Office Berkeley
- U.S. Post Office Beverly Hills-Main
- U.S. Post Office Burbank-Downtown Station
- U.S. Post Office Chico-Midtown Station
- U.S. Post Office El Centro-Main
- U.S. Post Office and Courthouse (Eureka)
- U.S. Post Office Glendale-Main
- U.S. Post Office Hollywood
- U.S. Post Office Hollywood Station
- U.S. Post Office Long Beach-Main
- U.S. Post Office Los Angeles, Terminal Annex
- U.S. Post Office Merced
- U.S. Post Office Modesto
- U.S. Post Office Palo Alto
- U.S. Post Office Napa-Franklin Station
- U.S. Post Office Oroville-Main
- U.S. Post Office Petaluma
- U.S. Post Office Porterville-Main
- U.S. Post Office Redlands-Main
- U.S. Post Office and Courthouse (San Francisco)
- U.S. Post Office San Pedro Main
- U.S. Post Office Santa Barbara Main
- U.S. Post Office Santa Cruz Main
- U.S. Post Office Stockton
- U.S. Post Office Visalia-Town Center Station
- U.S. Post Office Willows-Main

Colorado
- U.S. Post Office Boulder Main
- U.S. Post Office Fort Morgan Main
- U.S. Post Office Grand Junction
- U.S. Post Office La Junta
- U.S. Post Office Lamar Main
- U.S. Post Office Manitou Springs Main
- U.S. Post Office Montrose Main
- U.S. Post Office Rifle Main
- U.S. Post Office Trinidad Main

Connecticut
- U.S. Post Office Ansonia Main
- U.S. Post Office Bridgeport Main
- U.S. Post Office Greenwich Main
- U.S. Post Office Norwich Main
- U.S. Post Office Manchester Main
- U.S. Post Office Meriden Main
- U.S. Post Office Middletown
- U.S. Post Office Milford Main
- U.S. Post Office Naugatuck Main
- U.S. Post Office New London Main
- U.S. Post Office South Norwalk Main
- U.S. Post Office Stamford Main

Florida
- U.S. Post Office Daytona Beach
- Old Eau Gallie Post Office
- U.S. Post Office Gainesville, siehe Hippodrome State Theatre
- U.S. Post Office and Courthouse (Miami)
- U.S. Post Office Palm Beach
- U.S. Post Office St. Petersburg

Georgia
- U.S. Post Office and Courthouse (Albany)
- U.S. Post Office and Courthouse (Atlanta)
- U.S. Post Office and Courthouse (Augusta)
- U.S. Post Office Baxley
- U.S. Post Office Carrollton
- U.S. Post Office and Courthouse (Columbus, Virginia)
- U.S. Post Office Cordele
- U.S. Post Office Decatur
- U.S. Post Office and Courthouse (Rome)
- U.S. Post Office Rossville Main
- U.S. Post Office Statesboro
- U.S. Post Office Sylvester
- U.S. Post Office and Courthouse (Waycross)

Hawaii
- U.S. Post Office Lihue

Idaho
- U.S. Post Office Blackfoot Main
- U.S. Post Office Bonners Ferry Main
- U.S. Post Office Buhl Main
- U.S. Post Office Caldwell Main
- U.S. Post Office Idaho Falls
- U.S. Post Office Kellogg Main
- U.S. Post Office Nampa Main
- U.S. Post Office Orofino Main
- U.S. Post Office Payette Main
- U.S. Post Office Preston Main
- U.S. Post Office St. Anthony Main
- U.S. Post Office Wallace Main
- U.S. Post Office Mattoon

Illinois
- U.S. Post Office Belvidere
- U.S. Post Office Champaign
- U.S. Post Office Chicago
- U.S. Post Office Joliet
- U.S. Post Office and Courthouse (Quincy)
- U.S. Post Office Sycamore

Indiana
- U.S. Post Office and Courthouse (Fort Wayne)
- U.S. Post Office Brazil

Iowa
- U.S. Post Office Centerville
- U.S. Post Office Creston
- U.S. Post Office and Court House (Davenport)
- U.S. Post Office Des Moines
- U.S. Post Office Iowa Falls
- U.S. Post Office and Courthouse (Keokuk)
- U.S. Post Office Ottumwa

Kansas
- U.S. Post Office Anthony
- U.S. Post Office Augusta
- U.S. Post Office Belleville
- U.S. Post Office Burlington
- U.S. Post Office Caldwell
- U.S. Post Office Council Grove
- U.S. Post Office Eureka
- U.S. Post Office Fredonia
- U.S. Post Office Goodland
- U.S. Post Office Halstead
- U.S. Post Office Herington
- U.S. Post Office Horton
- U.S. Post Office Hutchinson
- U.S. Post Office Kingman
- U.S. Post Office Lawrence
- U.S. Post Office Hoisington
- U.S. Post Office Lindsborg
- U.S. Post Office Neodesha
- U.S. Post Office Oswego
- U.S. Post Office Russell
- U.S. Post Office Sabetha
- U.S. Post Office Seneca

Kentucky
- U.S. Post Office Ashland
- U.S. Post Office Bronston
- U.S. Post Office Elizabethtown
- U.S. Post Office Harrodsburg
- U.S. Post Office and Court House (Lexington)
- U.S. Post Office Madisonville
- U.S. Post Office Mayfield
- U.S. Post Office Murray
- U.S. Post Office Prestonsburg

Louisiana
- U.S. Post Office and Courthouse (Alexandria)
- U.S. Post Office and Courthouse (Baton Rouge)
- U.S. Post Office Bogalusa
- U.S. Post Office Mansfield
- U.S. Post Office Morgan City
- U.S. Post Office St. Martinville
- U.S. Post Office and Courthouse (Shreveport)

Maine
- U.S. Post Office Bar Harbor Main
- U.S. Post Office Biddeford
- U.S. Post Office Camden Main
- U.S. Post Office Lewiston Main
- U.S. Post Office Old Town Main
- U.S. Post Office Orono Main
- U.S. Post Office Portland Main
- U.S. Post Office Presque Isle Main
- U.S. Post Office Sanford Main

Maryland
- U.S. Post Office and Courthouse (Baltimore)
- U.S. Post Office College Park
- U.S. Post Office Hyattsville Main

Massachusetts
- U.S. Post Office Arlington Main
- U.S. Post Office Attleboro Main
- U.S. Post Office Beverly Main
- U.S. Post Office Central Square in Cambridge
- U.S. Post Office Easthampton Main
- U.S. Post Office Great Barrington Main
- U.S. Post Office Greenfield Main
- U.S. Post Office Holyoke Main
- U.S. Post Office Lexington Main
- U.S. Post Office Lowell
- U.S. Post Office Lynn Main
- U.S. Post Office Medford Main
- U.S. Post Office Middleborough Main
- U.S. Post Office Millbury Main
- U.S. Post Office Milton Main
- U.S. Post Office Newburyport Main
- U.S. Post Office Whitinsville Main
- U.S. Post Office Palmer Main
- U.S. Post Office Provincetown Main
- U.S. Post Office Quincy Main
- U.S. Post Office Salem Main
- U.S. Post Office Somerville Main
- U.S. Post Office Garage
- U.S. Post Office South Hadley Main
- U.S. Post Office Taunton Main
- U.S. Post Office Wakefield Main
- U.S. Post Office Waltham Main
- U.S. Post Office Weymouth Landing
- U.S. Post Office Williamstown Main
- U.S. Post Office Winchester Main
- U.S. Post Office Woburn Center Station

Michigan
- U.S. Post Office Grand Rapids
- U.S. Post Office Saginaw, siehe Castle Museum (Saginaw)

Minnesota
- U.S. Post Office-Alexandria

Mississippi
- U.S. Post Office Amory
- U.S. Post Office Brookhaven
- U.S. Post Office Carthage (Mississippi)
- U.S. Post Office Cleveland (Mississippi)
- U.S. Post Office Columbia
- U.S. Post Office Crystal Springs
- U.S. Post Office Forest
- U.S. Post Office Grenada
- U.S. Post Office Hattiesburg
- U.S. Post Office Hazlehurst
- U.S. Post Office Leland
- U.S. Post Office Lumberton
- U.S. Post Office Magnolia
- U.S. Post Office and Courthouse (Meridian)
- U.S. Post Office Water Valley
- U.S. Post Office Winona

Missouri
- U.S. Post Office Carrollton
- U.S. Post Office-Kansas City

Montana
- U.S. Post Office Anaconda Main
- U.S. Post Office and Courthouse (Billings)
- U.S. Post Office Butte
- U.S. Post Office Dillon Main
- U.S. Post Office Glendive
- U.S. Post Office Livingston Main
- U.S. Post Office Miles City Main
- U.S. Post Office Missoula

Nebraska
- U.S. Post Office Albion
- U.S. Post Office Auburn
- U.S. Post Office Crawford
- U.S. Post Office Geneva
- U.S. Post Office and Courthouse (Glasgow)
- U.S. Post Office and Courthouse (Great Falls)
- U.S. Post Office and Courthouse (Havre)
- U.S. Post Office Hebron
- U.S. Post Office Kearney
- U.S. Post Office Minden
- U.S. Post Office Nebraska City
- U.S. Post Office O’Neill
- U.S. Post Office Ogallala
- U.S. Post Office Pawnee City
- U.S. Post Office Red Cloud
- U.S. Post Office Schuyler
- U.S. Post Office Scottsbluff
- U.S. Post Office Valentine

Nevada
- U.S. Post Office Elko Main
- U.S. Post Office Ely
- U.S. Post Office and Courthouse (Las Vegas)
- U.S. Post Office Lovelock Main
- U.S. Post Office Reno Main
- U.S. Post Office Tonopah Main
- U.S. Post Office Winnemucca Main
- U.S. Post Office Yerington Main

New Hampshire
- U.S. Post Office Center Harbor
- U.S. Post Office Dover Main
- U.S. Post Office Laconia Main
- U.S. Post Office Lancaster Main
- U.S. Post Office and Courthouse (Littleton)
- U.S. Post Office and Courthouse (Norfolk, New Hampshire)
- U.S. Post Office Peterborough Main
- U.S. Post Office Somersworth Main

New Mexico
- U.S. Post Office Alamogordo
- U.S. Post Office Deming Main
- U.S. Post Office Gallup
- U.S. Post Office Portales Main
- U.S. Post Office Truth or Consequences Main

New York
- U.S. Post Office Akron
- U.S. Post Office Albion
- U.S. Post Office Amsterdam
- U.S. Post Office Angola
- U.S. Post Office Attica
- U.S. Post Office Ballston Spa
- U.S. Post Office Bath
- U.S. Post Office Bay Shore
- U.S. Post Office Beacon
- U.S. Post Office Boonville
- U.S. Post Office Bronxville
- U.S. Post Office Buffalo
- U.S. Post Office Canajoharie
- U.S. Post Office Canandaigua
- U.S. Post Office Canastota
- U.S. Post Office Canton
- U.S. Post Office Carthage (New York)
- U.S. Post Office Catskill
- U.S. Post Office Clyde
- U.S. Post Office Cooperstown
- U.S. Post Office Corning
- U.S. Post Office Cortland
- U.S. Post Office Dansville
- U.S. Post Office Delhi
- U.S. Post Office Delmar
- U.S. Post Office Depew
- U.S. Post Office Dobbs Ferry
- U.S. Post Office Dolgeville
- U.S. Post Office Dunkirk
- U.S. Post Office East Rochester
- U.S. Post Office Ellenville
- U.S. Post Office Endicott
- U.S. Post Office Far Rockaway
- U.S. Post Office Flatbush Station
- U.S. Post Office Flushing Main
- U.S. Post Office Forest Hills Station
- U.S. Post Office Fort Plain
- U.S. Post Office Frankfort
- U.S. Post Office Fredonia
- U.S. Post Office Freeport
- U.S. Post Office Fulton
- U.S. Post Office Garden City
- U.S. Post Office Geneva, New York
- U.S. Post Office Glen Cove
- U.S. Post Office Goshen
- U.S. Post Office Gouverneur
- U.S. Post Office Granville
- U.S. Post Office Great Neck
- U.S. Post Office Hamilton
- U.S. Post Office Harrison
- U.S. Post Office Haverstraw
- U.S. Post Office Hempstead
- U.S. Post Office Herkimer
- U.S. Post Office Homer
- U.S. Post Office Honeoye Falls
- U.S. Post Office Hoosick Falls
- U.S. Post Office Hornell
- U.S. Post Office Hudson
- U.S. Post Office Hudson Falls
- U.S. Post Office Hyde Park
- U.S. Post Office Ilion
- U.S. Post Office Inwood Station
- U.S. Post Office Ithaca
- U.S. Post Office Johnson City
- U.S. Post Office Johnstown
- U.S. Post Office Lake George
- U.S. Post Office Lake Placid
- U.S. Post Office Lancaster (New York)
- U.S. Post Office Larchmont
- U.S. Post Office Le Roy
- U.S. Post Office Little Falls
- U.S. Post Office Little Valley
- U.S. Post Office Lockport
- U.S. Post Office Long Beach
- U.S. Post Office Lyons
- U.S. Post Office Long Island City
- U.S. Post Office Malone
- U.S. Post Office Medina
- U.S. Post Office Middleburgh
- U.S. Post Office Middleport
- U.S. Post Office Mineola
- U.S. Post Office Mount Vernon
- U.S. Post Office Newburgh
- U.S. Post Office New Rochelle
- U.S. Post Office Newark
- U.S. Post Office New York City
  - U.S. Post Office Canal Street Station
  - U.S. Post Office Church Street Station
  - U.S. Post Office Cooper Station
  - U.S. Post Office Old Chelsea Station
  - U.S. Post Office Jackson Heights Station
  - U.S. Post Office Jamaica Main
  - U.S. Post Office Kensington
  - U.S. Post Office Knickerbocker Station
  - U.S. Post Office Lenox Hill Station
  - U.S. Post Office Madison Square Station
  - U.S. Post Office Metropolitan Station
  - U.S. Post Office Morrisania
- U.S. Post Office Parkville Station
- U.S. Post Office Niagara Falls Main
- U.S. Post Office North Tonawanda
- U.S. Post Office Northport
- U.S. Post Office Norwich
- U.S. Post Office Nyack
- U.S. Post Office Ogdensburg
- U.S. Post Office Olean
- U.S. Post Office Oneida
- U.S. Post Office Owego
- U.S. Post Office Oxford
- U.S. Post Office Painted Post
- U.S. Post Office Patchogue
- U.S. Post Office Pearl River
- U.S. Post Office Peekskill
- U.S. Post Office Penn Yan
- U.S. Post Office Port Chester
- U.S. Post Office Port Jervis
- U.S. Post Office Potsdam
- U.S. Post Office Poughkeepsie
- U.S. Post Office Rhinebeck
- U.S. Post Office Richfield Springs
- U.S. Post Office Riverhead
- U.S. Post Office Rockville Centre
- U.S. Post Office Rye
- U.S. Post Office Saratoga Springs
- U.S. Post Office Scarsdale
- U.S. Post Office Schenectady
- U.S. Post Office Scotia Station
- U.S. Post Office Seneca Falls
- U.S. Post Office Springville
- U.S. Post Office Spring Valley
- U.S. Post Office St. Johnsville
- U.S. Post Office Suffern
- U.S. Post Office Ticonderoga
- U.S. Post Office Tonawanda
- U.S. Post Office Troy
- U.S. Post Office Walton
- U.S. Post Office Wappingers Falls, siehe Wappingers Falls Village Hall
- U.S. Post Office Warsaw
- U.S. Post Office Waterloo
- U.S. Post Office Watkins Glen
- U.S. Post Office Waverly
- U.S. Post Office Wellsville
- U.S. Post Office Westhampton Beach
- U.S. Post Office Whitehall
- U.S. Post Office Yonkers

North Carolina
- U.S. Post Office Boone
- U.S. Post Office Burlington
- U.S. Post Office Fayetteville
- U.S. Post Office Greenville
- U.S. Post Office Lumberton
- U.S. Post Office Monroe
- U.S. Post Office Wadesboro

North Dakota
- U.S. Post Office Carrington
- U.S. Post Office and Courthouse (Devils Lake)
- U.S. Post Office Dickinson
- U.S. Post Office Grafton
- U.S. Post Office and Courthouse (Grand Forks)
- U.S. Post Office Hettinger
- U.S. Post Office Langdon
- U.S. Post Office Lisbon
- U.S. Post Office Minot
- U.S. Post Office Oakes
- U.S. Post Office New Rockford
- U.S. Post Office Rugby
- U.S. Post Office Valley City
- U.S. Post Office Wahpeton

Ohio
- U.S. Post Office Bowling Green
- U.S. Post Office Chesterville
- U.S. Post Office and Courthouse (Columbus, Ohio)
- U.S. Post Office Elyria
- U.S. Post Office Lima
- U.S. Post Office Lorain
- U.S. Post Office Sandusky

Oklahoma
- U.S. Post Office and Courthouse (Muskogee)
- U.S. Post Office Norman
- U.S. Post Office and Courthouse (Tulsa)

Oregon
- U.S. Post Office Eugene
- U.S. Post Office and Courthouse (Medford)
- U.S. Post Office and Courthouse (Pendleton)
- U.S. Post Office Portland
- U.S. Post Office Roseburg
- U.S. Post Office St. John’s Station in Portland
- U.S. Post Office The Dalles
- U.S. Post Office Tillamook

Pennsylvania
- U.S. Post Office Charleroi
- U.S. Post Office Connellsville
- U.S. Post Office Hanover
- U.S. Post Office Lancaster (Pennsylvania)
- U.S. Post Office Oil City
- U.S. Post Office and Courthouse (Pittsburgh)
- U.S. Post Office Punxsutawney
- U.S. Post Office Williamsport
- U.S. Post Office Allegheny, siehe Children’s Museum of Pittsburgh

Puerto Rico
- U.S. Post Office and Courthouse (Mayaquez)
- U.S. Post Office and Courthouse (Old San Juan)

Rhode Island
- U.S. Post Office Westerly
- U.S. Post Office Woonsocket

South Carolina
- U.S. Post Office and Courthouse (Charleston)
- U.S. Post Office Florence
- U.S. Post Office and Courthouse (Rock Hill)

South Dakota
- U.S. Post Office and Courthouse (Aberdeen)

Tennessee
- U.S. Post Office Shelby Street Station in Bristol
- U.S. Post Office Camden
- U.S. Post Office Chattanooga
- U.S. Post Office Clarksville, siehe Customs House Museum and Cultural Center
- U.S. Post Office Cleveland (Tennessee)
- U.S. Post Office Elizabethton
- U.S. Post Office Martin
- U.S. Post Office McMinnville Main
- U.S. Post Office Memphis-Front Street Station
- U.S. Post Office Milan
- U.S. Post Office Morristown
- U.S. Post Office Nashville
- U.S. Post Office Old Hickory
- U.S. Post Office Ripley
- U.S. Post Office Sevierville
- U.S. Post Office Trenton
- U.S. Post Office Union City

Texas
- U.S. Post Office El Paso
- U.S. Post Office Fort Worth
- U.S. Post Office Hillsboro
- U.S. Post Office Pampa Main
- U.S. Post Office and Courthouse (San Antonio)
- U.S. Post Office and Courthouse (Sherman)
- U.S. Post Office Stamford
- U.S. Post Office and Courthouse (Tyler)

Utah
- U.S. Post Office Beaver Main
- U.S. Post Office Cedar City Main
- U.S. Post Office Eureka Main
- U.S. Post Office Helper Main
- U.S. Post Office Nephi Main
- U.S. Post Office and Courthouse (Ogden, Utah)
- U.S. Post Office Price Main
- U.S. Post Office Richfield Main
- U.S. Post Office Sugar House
- U.S. Post Office Springville Main

Virginia
- U.S. Post Office Arlington
- U.S. Post Office and Courthouse (Big Stone Gap)
- U.S. Post Office Christiansburg
- U.S. Post Office and Courthouse (Norfolk, Virginia)

Washington
- U.S. Post Office and Courthouse (Bellingham)
- U.S. Post Office Bremerton Main
- U.S. Post Office Camas Main
- U.S. Post Office Centralia Main
- U.S. Post Office Chehalis Main
- U.S. Post Office Clarkston Main
- U.S. Post Office Colfax Main
- U.S. Post Office Colville Main
- U.S. Post Office Hoquiam Main
- U.S. Post Office Kelso Main
- U.S. Post Office Longview Main
- U.S. Post Office Lyden Main
- U.S. Post Office Montesano Main
- U.S. Post Office Okanogan Main
- U.S. Post Office Olympia
- U.S. Post Office Omak Main
- U.S. Post Office Port Angeles
- U.S. Post Office Port Townsend Main
- U.S. Post Office Prosser Main
- U.S. Post Office Pullman
- U.S. Post Office Raymond Main
- U.S. Post Office Sedro Woolley Main
- U.S. Post Office Sunnyside Main
- U.S. Post Office Toppenish Main
- U.S. Post Office Vancouver Main
- U.S. Post Office Walla Walla Main
- U.S. Post Office and Courthouse (Yakima)

Wisconsin
- U.S. Post Office and Courthouse (Lander)
- U.S. Post Office Menasha
- U.S. Post Office Racine Main

Wyoming
- U.S. Post Office Basin Main
- U.S. Post Office Buffalo Main
- U.S. Post Office Douglas Main
- U.S. Post Office Evanston Main
- U.S. Post Office Green River
- U.S. Post Office Greybull Main
- U.S. Post Office Kemmerer Main
- U.S. Post Office Newcastle Main
- U.S. Post Office Powell Main
- U.S. Post Office Thermopolis Main
- U.S. Post Office Torrington Main
- U.S. Post Office Yellowstone Main